# Campionati svedesi di sci alpino 2017
I Campionati svedesi di sci alpino 2017 si sono svolti a Hassela il 2 febbraio e a Åre dal 28 marzo al 2 aprile. Il programma ha incluso gare di discesa libera, supergigante, slalom gigante, slalom speciale e combinata, tutte sia maschili sia femminili.
Trattandosi di competizioni valide anche ai fini del punteggio FIS, vi hanno partecipato anche sciatori di altre federazioni, senza che questo consentisse loro di concorrere al titolo nazionale svedese. 

## Risultati

### Uomini

#### Discesa libera
| Pos. | Atleta           | Nazione   | Tempo   |
| ---- | ---------------- | --------- | ------- |
| 1    | Andreas Romar    | Finlandia | 1:41,49 |
| 2    | Felix Monsén     | Svezia    | 1:41,70 |
| 3    | Filip Platter    | Svezia    | 1:42,16 |
| 4    | Mattias Rönngren | Svezia    | 1:42,28 |
| 5    | Olle Sundin      | Svezia    | 1:42,33 |
| 6    | Zack Monsén      | Svezia    | 1:42,59 |
| 7    | Tobias Hedström  | Svezia    | 1:43,00 |
| 8    | Odin Hjartarson  | Svezia    | 1:43,26 |
| 9    | Elias Grym       | Svezia    | 1:43,34 |
| 10   | Malte Lindberg   | Svezia    | 1:43,49 |

Data: 29 marzo

Località: Åre

1ª manche:

Ore: 13.30 (UTC+1)

Pista: 

Partenza: 812 m s.l.m.

Arrivo: 396 m s.l.m.

Dislivello: 416 m

Tracciatore: Ulf Emilsson

2ª manche:

Ore: 

Pista: 

Partenza: 812 m s.l.m.

Arrivo: 396 m s.l.m.

Dislivello: 416 m

Tracciatore: Ulf Emilsson

#### Supergigante
| Pos. | Atleta           | Nazione   | Tempo   |
| ---- | ---------------- | --------- | ------- |
| 1    | Felix Monsén     | Svezia    | 1:16,33 |
| 2    | Mattias Rönngren | Svezia    | 1:16,46 |
| 3    | Andreas Romar    | Finlandia | 1:16,55 |
| 4    | Filip Platter    | Svezia    | 1:17,17 |
| 5    | Zack Monsén      | Svezia    | 1:17,32 |
| 6    | Anthon Cassman   | Svezia    | 1:17,66 |
| 7    | Johan Hagberg    | Svezia    | 1:17,95 |
| 8    | Odin Hjartarson  | Svezia    | 1:18,23 |
| 9    | Malte Lindberg   | Svezia    | 1:18,38 |
| 10   | Jesper Brändholm | Svezia    | 1:18,42 |

Data: 31 marzo

Località: Åre

Ore: 11.30 (UTC+1)

Pista: 

Partenza: 934 m s.l.m.

Arrivo: 396 m s.l.m.

Dislivello: 538 m

Tracciatore: Peter Lind

#### Slalom gigante
| Pos. | Atleta            | Nazione | Tempo   |
| ---- | ----------------- | ------- | ------- |
| 1    | André Myhrer      | Svezia  | 2:24,26 |
| 2    | Anthon Cassman    | Svezia  | 2:25,24 |
| 3    | Matts Olsson      | Svezia  | 2:25,28 |
| 4    | Gustav Lundbäck   | Svezia  | 2:25,55 |
| 5    | Ludwig Cassman    | Svezia  | 2:26,28 |
| 6    | Hannes Grym       | Svezia  | 2:28,63 |
| 7    | Björn Hedman      | Svezia  | 2:28,92 |
| 7    | Felix Monsén      | Svezia  | 2:28,92 |
| 9    | Filip Vennerström | Svezia  | 2:29,08 |
| 10   | Odin Hjartarson   | Svezia  | 2:30,08 |

Data: 1º aprile

Località: Åre

1ª manche:

Ore: 9.30 (UTC+1)

Pista: 

Partenza: 812 m s.l.m.

Arrivo: 396 m s.l.m.

Dislivello: 416 m

Tracciatore: Petter Robertsson

2ª manche:

Ore: 11.30 (UTC+1)

Pista: 

Partenza: 778 m s.l.m.

Arrivo: 445 m s.l.m.

Dislivello: 333 m

Tracciatore: Anders Nilsson

#### Slalom speciale
| Pos. | Atleta            | Nazione | Tempo   |
| ---- | ----------------- | ------- | ------- |
| 1    | Mattias Hargin    | Svezia  | 1:23,77 |
| 2    | Filip Vennerström | Svezia  | 1:25,35 |
| 3    | Gustav Lundbäck   | Svezia  | 1:25,58 |
| 4    | Jesper Ask        | Svezia  | 1:25,63 |
| 5    | Björn Gabrielsson | Svezia  | 1:25,72 |
| 6    | Emil Johansson    | Svezia  | 1:25,80 |
| 7    | Dan-Axel Grahn    | Svezia  | 1:25,88 |
| 8    | Erik Cruz         | Spagna  | 1:25,94 |
| 9    | Ludwig Cassman    | Svezia  | 1:26,00 |
| 9    | Anton Lahdenperä  | Svezia  | 1:26,00 |

Data: 2 febbraio

Località: Hassela

1ª manche:

Ore: 

Pista: 

Partenza: 375 m s.l.m.

Arrivo: 230 m s.l.m.

Dislivello: 145 m

Tracciatore: Peter Eng

2ª manche:

Ore: 

Pista: 

Partenza: 375 m s.l.m.

Arrivo: 230 m s.l.m.

Dislivello: 145 m

Tracciatore: Fredrik Steinwall

#### Combinata
| Pos. | Atleta            | Nazione   | Tempo   |
| ---- | ----------------- | --------- | ------- |
| 1    | Mattias Rönngren  | Svezia    | 1:33,67 |
| 2    | Gustav Lundbäck   | Svezia    | 1:34,39 |
| 3    | Andreas Romar     | Finlandia | 1:33,67 |
| 4    | Filip Vennerström | Svezia    | 1:34,81 |
| 5    | Felix Monsén      | Svezia    | 1:35,13 |
| 6    | Olle Sundin       | Svezia    | 1:35,31 |
| 7    | Zack Monsén       | Svezia    | 1:35,92 |
| 8    | Wilhelm Hedenberg | Svezia    | 1:36,10 |
| 9    | Johan Hagberg     | Svezia    | 1:36,45 |
| 10   | Philip Lönnberg   | Svezia    | 1:36,47 |

Data: 30 marzo

Località: Åre

1ª manche:

Ore: 10.30 (UTC+1)

Pista: 

Partenza: 812 m s.l.m.

Arrivo: 396 m s.l.m.

Dislivello: 416 m

Tracciatore: Fredrik Steinwall

2ª manche:

Ore: 

Pista: 

Partenza: 

Arrivo: 

Dislivello: 

Tracciatore: Jonatan Rådman

### Donne

#### Discesa libera
| Pos. | Atleta              | Nazione | Tempo   |
| ---- | ------------------- | ------- | ------- |
| 1    | Lisa Hörnblad       | Svezia  | 1:43,95 |
| 2    | Lin Ivarsson        | Svezia  | 1:45,27 |
| 3    | Helena Rapaport     | Svezia  | 1:45,40 |
| 4    | Rebecca Gunnarstedt | Svezia  | 1:46,03 |
| 5    | Fanny Axelsson      | Svezia  | 1:46,10 |
| 6    | Jennifer Finn       | Svezia  | 1:46,52 |
| 7    | Ella Bromée         | Svezia  | 1:46,90 |
| 8    | Nadja Gunnarstedt   | Svezia  | 1:47,06 |
| 9    | Emelie Selinder     | Svezia  | 1:47,09 |
| 10   | Mette Asp           | Svezia  | 1:48,85 |

Data: 29 marzo

Località: Åre

1ª manche:

Ore: 13.00 (UTC+1)

Pista: 

Partenza: 812 m s.l.m.

Arrivo: 396 m s.l.m.

Dislivello: 416 m

Tracciatore: Ulf Emilsson

2ª manche:

Ore: 

Pista: 

Partenza: 812 m s.l.m.

Arrivo: 396 m s.l.m.

Dislivello: 416 m

Tracciatore: Ulf Emilsson

#### Supergigante
| Pos. | Atleta              | Nazione | Tempo   |
| ---- | ------------------- | ------- | ------- |
| 1    | Lisa Hörnblad       | Svezia  | 1:20,10 |
| 2    | Helena Rapaport     | Svezia  | 1:20,34 |
| 3    | Fanny Axelsson      | Svezia  | 1:20,45 |
| 4    | Lin Ivarsson        | Svezia  | 1:20,52 |
| 5    | Ida Dannewitz       | Svezia  | 1:22,11 |
| 5    | Rebecca Gunnarstedt | Svezia  | 1:22,11 |
| 7    | Emelie Henning      | Svezia  | 1:22,40 |
| 8    | Hilma Lövblom       | Svezia  | 1:22,71 |
| 9    | Agnes Dahlin        | Svezia  | 1:22,88 |
| 10   | Moa Clementson      | Svezia  | 1:23,01 |

Data: 31 marzo

Località: Åre

Ore: 11.00 (UTC+1)

Pista: 

Partenza: 934 m s.l.m.

Arrivo: 396 m s.l.m.

Dislivello: 538 m

Tracciatore: Peter Lind

#### Slalom gigante
| Pos. | Atleta                  | Nazione | Tempo   |
| ---- | ----------------------- | ------- | ------- |
| 1    | Frida Hansdotter        | Svezia  | 1:59,21 |
| 2    | Maria Pietilä Holmner   | Svezia  | 1:59,47 |
| 3    | Sara Hector             | Svezia  | 1:59,61 |
| 4    | Magdalena Fjällström    | Svezia  | 1:59,98 |
| 5    | Ylva Stålnacke          | Svezia  | 2:00,09 |
| 6    | Anna Swenn Larsson      | Svezia  | 2:00,18 |
| 7    | Elsa Håkansson-Fermbäck | Svezia  | 2:00,43 |
| 8    | Emelie Wikström         | Svezia  | 2:00,66 |
| 9    | Lisa Hörnblad           | Svezia  | 2:00,73 |
| 10   | Charlotta Säfvenberg    | Svezia  | 2:01,31 |

Data: 1º aprile

Località: Åre

1ª manche:

Ore: 13.20 (UTC+1)

Pista: 

Partenza: 692 m s.l.m.

Arrivo: 396 m s.l.m.

Dislivello: 296 m

Tracciatore: Matias Eriksson

2ª manche:

Ore: 15.00 (UTC+1)

Pista: 

Partenza: 692 m s.l.m.

Arrivo: 396 m s.l.m.

Dislivello: 296 m

Tracciatore: Carl Enoksson

#### Slalom speciale
| Pos. | Atleta                  | Nazione | Tempo   |
| ---- | ----------------------- | ------- | ------- |
| 1    | Emelie Wikström         | Svezia  | 1:25,14 |
| 2    | Anna Swenn Larsson      | Svezia  | 1:25,50 |
| 3    | Paulina Grassl          | Svezia  | 1:26,76 |
| 4    | Elsa Håkansson-Fermbäck | Svezia  | 1:26,82 |
| 5    | Charlotta Säfvenberg    | Svezia  | 1:27,96 |
| 6    | Hanna Ögren             | Svezia  | 1:28,00 |
| 7    | Emelie Henning          | Svezia  | 1:28,39 |
| 8    | Fanny Axelsson          | Svezia  | 1:28,41 |
| 9    | Ida Dannewitz           | Svezia  | 1:28,71 |
| 10   | Louise Wedin            | Svezia  | 1:29,66 |

Data: 2 febbraio

Località: Hassela

1ª manche:

Ore: 

Pista: 

Partenza: 375 m s.l.m.

Arrivo: 230 m s.l.m.

Dislivello: 145 m

Tracciatore: Jonatan Rådman

2ª manche:

Ore: 

Pista: 

Partenza: 375 m s.l.m.

Arrivo: 230 m s.l.m.

Dislivello: 145 m

Tracciatore: Matias Eriksson

#### Combinata
| Pos. | Atleta              | Nazione | Tempo   |
| ---- | ------------------- | ------- | ------- |
| 1    | Lisa Hörnblad       | Svezia  | 1:41,24 |
| 2    | Emelie Henning      | Svezia  | 1:42,71 |
| 3    | Fanny Axelsson      | Svezia  | 1:42,77 |
| 4    | Michelle Kervén     | Svezia  | 1:42,95 |
| 5    | Jonna Luthman       | Svezia  | 1:43,02 |
| 6    | Anna Swenn Larsson  | Svezia  | 1:43,03 |
| 7    | Lin Ivarsson        | Svezia  | 1:43,40 |
| 8    | Ida Dannewitz       | Svezia  | 1:44,15 |
| 9    | Agnes Dahlin        | Svezia  | 1:44,80 |
| 10   | Rebecca Gunnarstedt | Svezia  | 1:44,84 |

Data: 30 marzo

Località: Åre

1ª manche:

Ore: 10.00 (UTC+1)

Pista: 

Partenza: 812 m s.l.m.

Arrivo: 396 m s.l.m.

Dislivello: 416 m

Tracciatore: Fredrik Steinwall

2ª manche:

Ore: 

Pista: 

Partenza: 

Arrivo: 

Dislivello: 

Tracciatore: Johan Öhagen